# ハズレ枠の【状態異常スキル】で最強になった俺がすべてを蹂躙するまで
『ハズレ枠の【状態異常スキル】で最強になった俺がすべてを蹂躙するまで』（ハズレわくのじょうたいいじょうスキルでさいきょうになったおれがすべてをじゅうりんするまで）は、篠崎芳による日本のライトノベル。イラストはKWKMが担当している。「小説家になろう」にて2017年11月から連載が開始され、書籍版がオーバーラップ文庫（オーバーラップ）より2018年7月から刊行されている。「次のヒット作はこれだ！ 新作ラノベ総選挙2019」文庫部門（ブックウォーカー）では9位を獲得している。2025年4月時点で電子版を含めたシリーズ累計部数は350万部を突破している。
メディアミックスとして、ウェブコミック配信サイト『コミックガルド』（オーバーラップ）にて2019年7月26日からコミカライズ版が連載開始され、アプリ版の『コミックガルド＋』（同社）のリリース後はこちらで最新話を配信となる。また、テレビアニメが2024年7月から9月まで放送された。

## あらすじ
女神ヴィシスによってクラスメイトごと異世界に召喚された三森灯河は、最低評価であるE級勇者という理由で高レベルモンスターが徘徊する遺跡へと廃棄されてしまう。しかし、彼が得られたスキル「状態異常」は発動すれば抵抗されることなく必ず効果を発揮するため、自身に有利な状況を作ることでどんな敵でも無力化できる規格外（EXTRA）な能力だった。最初の敵を「パラライズ」で麻痺させ、「ポイズン」で毒を付与することにより1時間かけて殺害した灯河は、格上の敵を倒したことで急激なレベルアップを経て、スキルの効果も成長する。そして危険な敵が徘徊する遺跡内を探索して過去に廃棄された者たちの遺産を入手し脱出することに成功し、相棒となるスライム・ピギ丸と出会う。
女神への復讐を誓い世界を彷徨う灯河は、エルフの女騎士セラス、豹人の女血闘士イヴ、ダークエルフの少女リズといった者たちと出会い、絶体絶命の危地にあった彼女らを救うことで固い絆で結ばれる。そして仮面で正体を隠し「蠅王ベルゼギア」を名乗り、仲間たちと共に傭兵団「蠅王ノ戦団」として戦うことになる。

## 登場人物
声の項はテレビアニメ版の声優。

### 主要人物
三森 灯河（みもり とうか）
声 - 鈴木崚汰、津久井彩文（幼い灯河）
- 種族：人族
- ランク：E級（EXTRA）

本作の主人公。パーティからは「トーカ」と呼ばれている。異世界に来るまでは、幼少期の過酷な経験によって歪んだ自我を押し殺していたため、演技が異常に上手くカトレアからは「本物が2人いるみたい」と言われている。荻十学園に通っていた時は「空気モブ」として生活していた。自分の本性を「悪」と規定して、自分と仲間に悪意や害意を向けた者は魔物はおろか人であっても容赦無く殺戮して、拷問や死体損壊などの非道な行為も躊躇無く実行する。一方自分を信じてくれる者、打算なく親切にしてくれた者など「善性」の持ち主に対しては敬意を払う義理堅い一面も有る。このことから自分の本性を「悪」と規定しつつも根っからの悪党では無い。
異世界に来て発現したスキルが最低級とされるE級の【状態異常スキル】であったため、ヴィシスから役立たずとみなされ廃棄遺跡に飛ばされたが、そのスキルを駆使して遺跡内の魔物を次々に倒し、莫大な経験値に加え自身と同じく廃棄された者たちの貴重な遺物を獲得して生き延びた。単体に対して低確率でしか発動しないはずのスキルが、魔物や人間はもとよりアンデッドや無機物など対象を問わず、多数に対しても同時かつ確実に的中するという恐るべき特性から、自身のランクを規格外（EXTRA）と認識。さらに、スキルを駆使してなお有り余る魔素（MP）を、あらゆる魔導具の発動や味方にした魔物の強化にも応用し、幾度も敵集団を蹂躙し殲滅する。基本的にスキルの効果を知らない相手への「初見殺し」しかできないため、自分の能力が他人に知られることを極度に警戒している。
廃棄遺跡から脱出した後、しばらく「ハティ・スコル」という偽名を用いていたが、その後「蠅王ベルゼギア」を名乗るようになる。
蠅王ベルゼギア
灯河が自分の生存をヴィシスとクラスメイトから隠蔽し暗躍するために被った異形の仮面。由来は異世界においてその活躍が伝承として残る魔王。その禍々しい姿と「呪術」の名に隠蔽された【状態異常スキル】の猛威と魔王の名に相応しい智謀と立ち振る舞いは、カトレアをはじめとする伝承を知る者に本物と言わしめ、クラスメイトなど伝承を知らぬ者に恐怖を与える。
セラス・アシュレイン
声 - 宮下早紀
- 種族：エルフ族

本作のヒロイン。元はハイエルフの国の姫であり、その後、ネーアの国で聖騎士団の団長を務めた姫騎士。精霊の力を使い戦闘衣装や偽装を使う。ネーアがバクオスに攻められ降伏した際、カトレアの手引きで国外に脱出し、逃亡生活をしていた際に灯河と出会った。当時は「ミスト・バルーカス」という偽名を名乗り、精霊の力によって外見を変えて正体を隠していた。自分に差し向けられた追手を偶然居合わせた灯河が悉く討ち払ったことがきっかけで好意を抱くようになり、以降灯河共々行動するようになる。
非常に生真面目な性格で義理堅く、灯河からも善性の者と評価され信頼されている。頭脳明晰で剣の腕も確かであり、かつ団長として聖騎士団を束ねていたため、組織的な戦い方も心得ている。また多くの人間を狂わせるほどの美貌の持ち主であり、その実力とも相まってその名は世界に知られ、数多の権力者に狙われている。
十河 綾香（そごう あやか）
声 - 奈波果林
- 種族：人族
- ランク：S級

クラスメイト側視点で主に描写される副主人公格。品行方正、成績優秀な名家のお嬢様であり、召喚された時はクラスの委員長だった。いっぽうで、槍を中心とした家伝の兵法である鬼槍流の使い手でもある。灯河が廃棄遺跡に廃棄される際にクラスメイトと担任の教師・柘榴木保が灯河を見捨てるのに対し、唯一ヴィシスに異を唱え灯河を救おうとした。等級にかかわらず戦いに馴染めず脱落した者たちを、自身が率先して戦うことで保護している。S級勇者のため基本的能力は高いが、戦ってレベルが上がっても固有スキルをなかなか修得できず、だんだん悪い立場に追い込まれていく。

### 蠅王ノ戦団
三森 灯河（みもり とうか）
詳細は「三森灯河」を参照。
セラス・アシュレイン
詳細は「セラス・アシュレイン」を参照。
ピギ丸
声 - 津久井彩文
- 種族：スライム

廃棄遺跡のある闇色の森に住むスライム。他のスライム達からリンチを受けていたところ、遺跡から脱出した灯河が助けたことをきっかけとして、行動を共にするようになる。危険察知能力に優れ、灯河が着るローブの下に隠れることで死角を減らす役割を果たす。さらに、灯河が遺跡から持ち帰った書物に基づき作り上げた魔物強化剤と、灯河から供給される魔素による強化を受け、パーティに取って重要な戦力になって行く。
イヴ・スピード
声 - 上田瞳
- 種族：豹人族

王都モンロイで最強と謳われる血闘士の女性。元はスピード族の族長の娘だが、何者かに襲撃を受けて一族がイヴを除いて全滅。安全を求めて放浪する中でリズベットと出会い、行動を共にしていたが奴隷商に捕まり、奴隷の身となった。血闘士になったのは、リズとともに奴隷の身分から解放されるのに必要な金を稼ぐため。
血闘士としての最後の試合をめぐる陰謀から灯河に助けられ、以後、行動を共にするようになる。
リズベット
声 - 和多田美咲
- 種族：ダークエルフ

イヴと行動を共にしていた少女。住んでいた集落が何者かに襲撃され1人彷徨っていた際にイヴと出会った。奴隷に落とされ、虐待といっていい扱いをされていたが、その境遇から灯河に助けられ、以後イヴ共々行動するようになる。奴隷生活では見すぼらしい服だったが、灯河の仲間になった際に、灯河が購入した赤ドレスを着用し愛用するようになる。
スレイ
- 種族：魔獣

灯河がスケルトンキングの残骸から回収した卵より孵化した魔獣。名付け親は灯河で、由来は北欧神話の神獣スレイプニル。通常の姿は白毛の幼駒であるが、灯河から魔素の供給を受けることで、黒毛の成馬、さらに2本の角と8本の脚を持つ禍々しい姿の魔獣に変身する。灯河を父、セラスを母と認識し、ピギ丸やイヴ、リズともすぐに打ち解ける。
ムニン
- 種族：禁字族（クロサガ）

最果ての国で暮らすクロサガの族長。禁呪の発動方法を知っており、使うことができる。

### クラスメイト・教師
桐原拓斗（きりはら たくと）
声 - 水中雅章
- ランク：S級

灯河のクラスメイトのリーダー的存在で小山田の親友で頭。灯河が嫌うクラスメイトの1人。顔が男前。元々自意識過剰な点があったが、S級勇者となったことでより過剰になっていき、原作では様々な形容詞や名詞に「キリハラ」とルビが振られる独特の言い回しをするようになる。自分が興味の無いものに対しては冷徹な態度を取る。固有スキルは金色のドラゴン型エネルギー波を放射する【金色龍鳴波】（ドラゴニックバスター）。
小山田翔吾（おやまだ しょうご）
声 - KENN
- ランク：A級

灯河のクラスメイトのサブリーダー的存在で桐原の親友で手下。外見通りガラが悪く粗暴で傍若無人な性格。灯河が嫌うクラスメイトの1人。地球では灯河と智弘を苛めていた不良。桐原にどうしても勝てないことに少々不満を抱くが渋々その状況を受け入れている。普段は粗暴だが桐原に逆らえない意外な一面が有る。固有スキルは拳から赤いエネルギー弾を連射できる【赤の拳弾】（バレット）。
鹿島小鳩（かしま こばと）
声 - 長縄まりあ
- ランク：D級

弱気で異性と話すのが苦手。固有スキルは他の勇者のステータスを閲覧できる【管理塔】（ディスクローズ）で、戦場の固有スキルとの相性が非常に良い。固有スキルゆえに、蠅王ベルゼギアの正体にクラスメイトの中で最も早く気付く。
戦場浅葱（いくさば あさぎ）
声 - 平山笑美
* ランク：B級
頭の回転が早く交渉が得意な女子で、小鳩達ランクの低い女子で構成される戦場グループのリーダー。固有スキルは自分の味方集団の能力を強化する【群体強化】（クイーンビー）。それを活かして勇者個人の力ではなくグループ全体で戦果を上げる方針を取る。
安智弘（やす ともひろ）
声 - 山下大輝
- ランク：A級

地球に居た頃は小山田に苛められ灯河に助けられたことが有る弱気な性格だったが、異世界でA級勇者で認定されたことで今までの苛めのストレス発散の如く増長して傲慢な態度を取るようになり、小山田から灯河に助けられたことにも強い不満を抱いていたのか灯河にも傲慢な態度を見せ、灯河がヴィシスに役立たずと見なされ廃棄遺跡に飛ばされることになった際もクラスメイトと担任教師・柘榴木保と同様灯河を見捨てた。これが原因で灯河が嫌うクラスメイトの1人になった。固有スキルは腕から発した黒い炎で任意の対象のみを焼き払う【剣眼ノ黒炎】（レーヴァテイン）。
高雄聖（たかお ひじり）
声 - 早見沙織
- ランク：S級

冷静沈着な女子。樹の双子の姉で、常に二人一緒に行動している。クラスメイト中3人いたS級勇者の1人だが、彼女のランクを測定した鑑定晶は他の2名と違い破裂しなかった。
高雄樹（たかお いつき）
声 - 前田佳織里
- ランク：A級

単純な性格の女子。聖の双子の妹。自分より優秀な姉を尊敬しており、難しいことは聖の判断に任せているため、姉がいなくなると暴走しやすい。
柘榴木保（ざくろぎ たもつ）
声 - 三木眞一郎
灯河のクラスの担任教師。無関心でバスに乗って灯河達教え子共々旅行に行く際に、灯河を苛める小山田に軽く注意するだけで小山田の苛めを止めなかったり、灯河がヴィシスに役立たずと見なされ廃棄遺跡に飛ばされることになった際も教え子同様灯河を見捨てたりする先生失格な人物。召喚後はヴィシスに赤面したことから好意を抱いた模様で人を見る目が無い。そしてヴィシスの城の調理場で勤務したが頬に打身のような紫の痣が出来るほどの暴力をヴィシスの部下に振るわれ、すっかりくたびれ非常に窶れるようになる。ヴィシスが「人格的に優れた手本とは思えないので接触は好ましくない」と教え子達に会わせようとさせなかった。
苅谷幾美
声 - 集貝はな
灯河のクラスメイト。
室田絵里衣
声 - 汐入あすか
灯河のクラスメイト。
門崎新
声 - 加藤渉
灯河のクラスメイト。
志波遼太郎
声 - 笹翼
灯河のクラスメイト。
多治見怜雄
声 - 高橋信
灯河のクラスメイト。
周防カヤ子
声 - 集貝はな
灯河のクラスメイト。十河グループ。眼鏡の子。

### 敵
ヴィシス
声 - 小清水亜美
「女神」を自称してアライオン王国を支配する女。灯河最大の宿敵。直接支配しているのはアライオン王国のみだが、この世界に存在する唯一の神族であるため、他国にも絶大な影響力を持つ。大魔帝の放つ邪王素で弱体化するため、それに対抗するために異世界から灯河たちクラスメイトを勇者として召喚したが、E級というだけで灯河を廃棄遺跡に放逐した。以前から自身に不都合な存在を遺跡送りにしていて、召喚した者たちも表向きは勇者呼ばわりしていても使えないと判断すれば躊躇なく切り捨てる。見目麗しい外見に反して自身の利しか考えないエゴイスト。
「女神の解呪（ディスペルバブル）」を常時発動しているため、廃棄される際に灯河が使用した状態異常スキルは効果を発揮しなかった。そのためそれに対抗する手段を捜すのが灯河の当面の目的となる。
大魔帝（たいまてい）
魔物の頂点に立ち人間を滅ぼそうとする存在。倒されれば一時的に不在となるが、いずれは新たな大魔帝が出現する。その身から発する「邪王素」の影響で女神を含めたこの世界の住人は弱体化する。勇者を元の世界に戻すためには大魔帝を倒して得られる邪王素が必要とされる。
シビト・ガートランド
声 - 諏訪部順一
バクオス帝国が擁する黒竜騎士団の団長であり五竜士の筆頭。人類最強と謳われている。嘘を見抜く能力があり、セラス捕獲任務の際に遭遇した灯河が只者ではないことに気付くものの、現状では取るに足らない実力だということも見抜く。自身に匹敵する相手との戦いが無い状況に飽きていたため、異界の勇者である自分はこれからさらに強くなる、再戦をしたいという灯河の言を受け入れ見逃そうとするが、戦いが終わった一瞬の隙を突かれて即座に再戦を挑まれパラライズを受けて無力化。その力を全く発揮することができず、五竜士全員が殺害された。
オーバン
声 - 沢城千春
バクオス帝国が擁する黒竜騎士団の団員。五竜士の一人。灯河のパラライズ、ポイズン、スリープ、バーサクを受け死亡。
シュヴァイツ
声 - 竹内良太
バクオス帝国が擁する黒竜騎士団の副長。五竜士の一人。灯河のパラライズ、ポイズン、スリープ、ダークを受け死亡。
ミタマ
声 - 亀山雄慈
バクオス帝国が擁する黒竜騎士団の団員。五竜士の一人。灯河のパラライズ、ポイズンを受け死亡。
ギズン
声 - 笠間淳
バクオス帝国が擁する黒竜騎士団の団員。オーバン率いる部隊の副長。灯河のパラライズで麻痺している最中にシビトが上空から投げた剣で頭を破壊され死亡。
ズアン公爵
声 - 松山鷹志
ウルザ王国の貴族。王都モンロイで奴隷たちを戦わせる血闘場を運営しており、長年イヴを戦わせていた。
コステロ
声 - 菊池通武
ズアン公爵の部下。灯河のダークを受けたあとイヴに剣で喉元を切られ死亡。
ムアジ
声 - 宮田幸季
呪術師集団アシントのリーダー。五竜士が正体不明の何者かに倒された状況を利用し、自分たちの呪術がそれを為したと主張する詐欺師。実際のアシントは禁じられた毒物を使用するため闇に潜んでいた暗殺者集団であり、虚偽の功績でウルザ王国に仕えようとしていた。逃亡したイヴをズアン公爵の軍と共に追撃した際に、灯河によってその行動を読まれ、ズアン軍とアシントは全滅してしまう。
灯河がアシントたちの死体を状態異常フリーズを利用して完全に粉砕処分したため、世間では仲違いしたアシントが呪術でズアン軍を全滅させて行方をくらませたことになってしまい、五竜士殺害の真犯人である灯河の存在発覚が大幅に遅れる要因となった。
ジオベイン・センガイ
声 - 青山穣
賞金稼ぎ「聖なる番人」の団員。通称「激圧」。セラスを追っていたが途中で出会った灯河に殺される。
アシュラ
声 - 稲田徹
賞金稼ぎ「聖なる番人」の団員。通称「鬼双天骸」。セラスを追っていたが途中で出会った灯河に殺される。
マガツ・ブレイディヌス
声 - 亀山雄慈
賞金稼ぎ「聖なる番人」の団員。通称「剣神」。セラスを追っていたが途中で出会った灯河に殺される。
ザラシュ・ファインバード
声 - 岩澤俊樹
賞金稼ぎ「聖なる番人」の団員。通称「牙」。セラスを追っていたが途中で出会った灯河に殺される。
モンク・ドロゲッティ
声 - 鳥海浩輔
ミルズ遺跡攻略の参加者。以前セラスと会ったことがある。

### その他
ニャンタン・キキーパット
声 - 汐入あすか
ヴィシスに仕える戦士。ヴィシスに代わり異界の勇者達の取り纏めを行う。一見ヴィシスに絶対的忠誠を誓っているように見えるが、実際はニャキと妹達を守るためにヴィシスに従っているだけで、ヴィシスに対する忠誠心は皆無。固有スキルが中々上がらない十河に夜隠れて訓練に付き合ったりするなど、根は善良。
エリカ・アナオロバエル
声 - 小原好美
- 種族：ダークエルフ

禁忌の魔女。
ニャキ
最果ての国の扉を開く鍵になる神獣。血の繋がりはないがニャンタンを姉と慕っている。
リィゼロッテ・オニク
- 種族：アラクネ

最果ての国の宰相。
ファルケンドットツィーネ・ミラディアスオルドシート
声 - 小野賢章
ミラ帝国の皇帝。狂美帝の二つ名を持つ。
ガノゼア・シグムス
声 - 三宅健太
マグナル王国の白狼王。
ジン・ローワン
声 - 赤坂柾之
ウルザ王国の魔戦王。
ユーゼフ・ウォルエッタ
声 - 玉井勇輝
アライオン王国の堅王。
アルマ・セントノキア
声 - 浅野真澄
ヨナト公国の女王。聖眼の守り手。
オルトラ
声 - 家中宏
かつてネーア聖国を治めていた王。カトレアの父。
アングリン・バースラッド
声 - 井上和彦
大賢者。暗黒の勇者と呼ばれた男。ヴィシスに廃棄遺跡に送り込まれ命を落とす。薬や魔法の道具を生成するレシピ「禁術大全」と古代文字で書かれた「禁呪の呪文書」の持ち主。アングリンの死後これらの書物は灯河が手に入れる。
ハークレー侯爵
声 - 楠大典
自身が管理するミルズ遺跡で新層が発見され傭兵たちに新層の探索を依頼する。ミルズ遺跡に眠る秘宝「竜眼の杯」を手に入れた者には特別報酬を出す。
リリ・アダマンティン
声 - 集貝はな
剣虎団の団長。
フォス
声 - 岩澤俊樹
剣虎団の副長。
アギト・アングリーン
声 - 笹翼
四恭聖の団員。

## 用語
異界の勇者
新たな大魔帝が出現する度に女神によって召喚される、邪王素による影響を受けない異世界人。魔物を倒すことによって得られる「経験値」を一定量稼ぐことによってレベルアップしてHPとMPが全回復した上で能力値が向上する。コンピュータRPG的なステータス画面も存在するがそこに表示された数値は勇者の加護による追加点であるため、MPが0になったとしてもいきなり気絶するわけではなく、自分自身のMPを消費することも可能。女神による勇者のランク判定はこの追加能力値の増え易さを基準としている。それとは別に灯河の【状態異常スキル】のように個人ごとに異なる「固有スキル」も存在するが、どのレベルで取得できるかは個人差がある。
廃棄遺跡
高レベルの人面種が徘徊する遺跡。女神が自身にとって都合の悪い者や戦力にならないと判断した勇者を送り込み処分する。
金眼の魔物
大魔帝の影響を受けて凶暴化した魔物。通常の魔物に比べると異界の勇者が成長するための「経験値」が多いとされ過去の勇者によって乱獲されたため、通常は人里近くには出現しない。
人面種
人間を喰らったことで体の一部に人面が浮き出し、より強化された金眼の魔物。
金棲魔群帯
金眼の魔物が多数生息する地域。
魂喰い
声 - 明坂聡美
女神の実験により作り出された魔物の変異種。
最果ての国
人族以外の種族が暮らす外界から隔絶された国。

## 既刊一覧

### 小説
- 篠崎芳（著）・KWKM（イラスト）、オーバーラップ〈オーバーラップ文庫〉、既刊14巻（2025年4月25日現在）
  - 『ハズレ枠の【状態異常スキル】で最強になった俺がすべてを蹂躙するまで 1』、2018年7月25日初版第一刷発行日（同日発売[19]）、ISBN 978-4-86554-372-8
  - 『ハズレ枠の【状態異常スキル】で最強になった俺がすべてを蹂躙するまで 2』、2018年12月25日初版第一刷発行日（同日発売[20]）、ISBN 978-4-86554-426-8
  - 『ハズレ枠の【状態異常スキル】で最強になった俺がすべてを蹂躙するまで 3』、2019年5月25日初版第一刷発行日（同日発売[21]）、ISBN 978-4-86554-494-7
  - 『ハズレ枠の【状態異常スキル】で最強になった俺がすべてを蹂躙するまで 4』、2019年10月25日初版第一刷発行日（同日発売[22]）、ISBN 978-4-86554-559-3
  - 『ハズレ枠の【状態異常スキル】で最強になった俺がすべてを蹂躙するまで 5』、2020年4月25日初版第一刷発行日（同日発売[23]）、ISBN 978-4-86554-645-3
  - 『ハズレ枠の【状態異常スキル】で最強になった俺がすべてを蹂躙するまで 6』、2020年11月25日初版第一刷発行日（同日発売[24]）、ISBN 978-4-86554-782-5
  - 『ハズレ枠の【状態異常スキル】で最強になった俺がすべてを蹂躙するまで 7』、2021年5月25日初版第一刷発行日（同日発売[25]）、ISBN 978-4-86554-909-6
  - 『ハズレ枠の【状態異常スキル】で最強になった俺がすべてを蹂躙するまで 8』、2021年11月25日初版第一刷発行日（同日発売[26]）、ISBN 978-4-8240-0044-6
  - 『ハズレ枠の【状態異常スキル】で最強になった俺がすべてを蹂躙するまで 9』、2022年6月25日初版第一刷発行日（同日発売[27]）、ISBN 978-4-8240-0186-3
  - 『ハズレ枠の【状態異常スキル】で最強になった俺がすべてを蹂躙するまで 10』、2022年12月25日初版第一刷発行日（同日発売[28]）、ISBN 978-4-8240-0363-8
  - 『ハズレ枠の【状態異常スキル】で最強になった俺がすべてを蹂躙するまで 11』、2023年6月25日初版第一刷発行日（同日発売[29]）、ISBN 978-4-8240-0527-4
  - 『ハズレ枠の【状態異常スキル】で最強になった俺がすべてを蹂躙するまで 11.5』、2024年1月25日初版第一刷発行日（同日発売[30]）、ISBN 978-4-8240-0711-7
  - 『ハズレ枠の【状態異常スキル】で最強になった俺がすべてを蹂躙するまで 12』、2024年7月25日初版第一刷発行日（同日発売[31]）、ISBN 978-4-8240-0854-1
  - 『ハズレ枠の【状態異常スキル】で最強になった俺がすべてを蹂躙するまで 13』、2025年4月25日初版第一刷発行日（同日発売[32]）、ISBN 978-4-8240-1150-3

### 漫画
- 篠崎芳（原作）・KWKM（キャラクター原案）・鵜吉しょう（作画）・内々けやき（構成） 『ハズレ枠の【状態異常スキル】で最強になった俺がすべてを蹂躙するまで』 オーバーラップ〈ガルドコミックス〉、既刊12巻（2025年5月25日現在）
  1. 2019年12月25日初版第1刷発行（同日発売[33][34]）、ISBN 978-4-86554-593-7
  2. 2020年6月25日初版第1刷発行（同日発売[35]）、ISBN 978-4-86554-688-0
  3. 2020年12月25日初版第1刷発行（同日発売[36]）、ISBN 978-4-86554-814-3
  4. 2021年6月25日初版第1刷発行（同日発売[37]）、ISBN 978-4-86554-949-2
  5. 2021年12月25日初版第1刷発行（同日発売[38]）、ISBN 978-4-8240-0074-3
  6. 2022年5月25日初版第1刷発行（同日発売[39]）、ISBN 978-4-8240-0199-3
  7. 2022年12月25日初版第1刷発行（同日発売[40]）、ISBN 978-4-8240-0374-4
  8. 2023年6月25日初版第1刷発行（同日発売[41]）、ISBN 978-4-8240-0537-3
  9. 2024年1月25日初版第1刷発行（同日発売[42]）、ISBN 978-4-8240-0722-3
  10. 2024年6月25日発売[43]、ISBN 978-4-8240-0869-5
  11. 2024年11月25日発売[44]、ISBN 978-4-8240-1005-6
  12. 2025年5月25日発売[45]、ISBN 978-4-8240-1202-9

## テレビアニメ
2024年1月にテレビアニメ化が発表され、同年7月から9月までTBSテレビほかにて放送された。 原作4巻までのアニメ化。

### スタッフ
- 原作 - 篠崎芳[9][48]
- キャラクター原案 - KWKM[9][48]
- 監督 - 福田道生[9][48]
- 副監督・3DCG監督 - 佐々木康太郎[9][48]
- シリーズ構成 - 中西やすひろ[9][48]
- キャラクターデザイン - 橋立佳奈[9][48]
- LO監修 - 益田賢治[9][48]
- クリーチャーデザイン - 森木靖泰、宇佐美晧一[9][48]
- プロップデザイン - 岩畑剛一、鈴木典孝[9][48]
- 世界観設定 - 枝松聖[9][48]
- 色彩設計 - 福良宗大[9][48]
- 美術設定 - 平澤晃弘[9][48]
- 美術監督 - 中尾陽子[9][48]、里見篤
- 撮影監督・編集 - 中村慎太郎[9][48]
- 音響監督 - 阿部信行[9][48]
- 音響制作 - ダックスプロダクション[9][48]
- 音楽 - 斎木達彦[9][48]
- 音楽制作 - 日音[9][48]
- 劇伴音楽プロデューサー - 水田大介
- プロデューサー - 片山悠樹、松岡貴徳、萩原良輔、大和田智之、大下達也、中村孝太郎、鈴木敬公、鹿志村絵美
- アニメーションプロデューサー - 岩崎史歩
- アニメーション制作 - Seven Arcs[9][48]
- アニメーション制作協力 - SynergySP[9][48]
- CGアニメーション製作 - Type ZERO
- 製作 - 「ハズレ枠の状態異常スキル」製作委員会

### 主題歌
「Hazure」
超学生によるオープニングテーマ。作詞・作曲は辻村有記と山中拓也 (THE ORAL CIGARETTES)、編曲は辻村有記。
「pray」
Hakubiによるエンディングテーマ。作詞は片桐、作曲はHakubi、編曲はEvergreen Leland StudioとHakubi。

### 各話リスト
| 話数 | サブタイトル                  | シナリオ     | 絵コンテ   | 演出              | 作画監督 | 総作画監督              | 初放送日      |
| ---- | ----------------------------- | ------------ | ---------- | ----------------- | --- | ----------------------- | ------------- |
| 01.  | 召喚を告げし女神              | 中西やすひろ | 福田道生   | 福田道生          | 河本美代子 宮川智恵子 久松沙紀 岡本圭一郎 西田美弥子 田中彩 | 橋立佳奈                | 2024年 7月5日 |
| 02.  | 廃棄遺跡                      | 中西やすひろ | 福田道生   | 喜多幡徹          | Lee Se Jong Kim Jeong Soon Shin Na La Oh Seung Hun 園田大勢 北條直明 鵜池一馬 岩崎亮                                                                            | 橋立佳奈 北原広大       | 7月12日       |
| 03.  | 邂逅 〜AVENGER(S)〜           | 中西やすひろ | 福田道生   | 高山秀樹          | Kim Suho Kim Myeongsim Song Jinyeong | 清水空翔                | 7月19日       |
| 04.  | 姫騎士と呼ばれた女            | 山本カズヨシ | 湖川友謙   | 湖川友謙          | 湖川友謙 | 橋立佳奈                | 7月26日       |
| 05.  | 信頼という名の鎖              | 山本カズヨシ | 中山岳洋   | 佐藤友一          | Chang Bum Chul 包佳仪 | Chang Bum Chul 清水空翔 | 8月2日        |
| 06.  | 人類最強 シビト・ガートランド | 山本カズヨシ | 指図科都夢 | 布施木一喜        | 山崎香 河本美代子 岡本圭一郎 柴田志朗 Han Seung Hui | 橋立佳奈                | 8月9日        |
| 07.  | モンロイの血闘士              | 江嵜大兄     | 布施木一喜 | 高山秀樹          | Kim suho Kim juno VIET DUY NHU MAI YEN NGUYEN MAI NGUYEN HONG KY THANH DIEN THANH TUYEN LINH AN DIEU TRAN HUYNH KY GIA HUY XUAN TAI ANH TRUNG KIM DOAN KIM TUOC | 清水空翔                | 8月23日       |
| 08.  | 蝿王と共に                    | 江嵜大兄     | 湖川友謙   | 須藤典彦 坂本裕樹 | 平田賢一 三橋妙子 李旭 瞿欣桐 顧宏瑜 代星星 ONE ORDER Rad Plus ラプラス・アニメーション 湖川友謙                                                                | 橋立佳奈                | 8月30日       |
| 09.  | 黒策 〜missing〜              | 江嵜大兄     | 宮澤努     | 神谷マキ          | 章雄 李绍川 HANJIN ANIMATION 無錫櫻花卡通有限公司 | 清水空翔                | 9月6日        |
| 10.  | 金棲魔群帯 〜encounter〜      | 中西やすひろ | 湖川友謙   | 湖川友謙          | 包佳儀 十文字 あきのいっせい 柴田志朗 河本美代子 平原みなみ 平田賢一                                                                                            | -                       | 9月13日       |
| 11.  | 限界の、その先へ              | 中西やすひろ | 福田道生   | 中釜勇亮          | 槙田一章 萩原しょう子 李偉峰 趙小川 周文龍 AN YEONGYU JEON BYEONGJUN CHOI JEONGHWA スタジオリバイバル 翦綺緯 文鸯 包佳儀                                        | 清水空翔                | 9月20日       |
| 12.  | 王と剣                        | 中西やすひろ | 布施木一喜 | 布施木一喜        | 山崎香 包佳仪 何燁 劉沂 黄小珊 OMO盧 徐謙 鄭翰豊 何瀟 | 橋立佳奈                | 9月27日       |

### 放送局
| 放送期間                | 放送時間                     | 放送局       | 対象地域   | 備考                                 |
| ----------------------- | ---------------------------- | ------------ | ---------- | ------------------------------------ |
| 2024年7月5日 - 9月27日  | 金曜 0:59 - 1:29（木曜深夜） | TBSテレビ    | 関東広域圏 | 製作参加 / 字幕放送                  |
|                         |                              | IBC岩手放送  | 岩手県     | 字幕放送                             |
| 2024年7月8日 - 9月30日  | 月曜 0:00 - 0:30（日曜深夜） | BS11         | 日本全域   | 製作参加 / BS放送 / 『ANIME+』枠     |
|                         | 月曜 20:00 - 20:30           | AT-X         | 日本全域   | CS放送 / 字幕放送 / リピート放送あり |
| 2024年7月11日 - 10月3日 | 木曜 23:00 - 23:30           | とちぎテレビ | 栃木県     | 栃木県内では実質再放送               |

| 配信開始日    | 配信時間                   | 配信サイト |
| ------------- | -------------------------- | --- |
| 2024年7月05日 | 金曜 1:30（木曜深夜） 更新 | dアニメストア |
| 2024年7月10日 | 水曜 1:30（火曜深夜） 更新 | U-NEXT アニメ放題 |
| 2024年7月12日 | 金曜 1:30（木曜深夜） 更新 | ABEMA auスマートパスプレミアム バンダイチャンネル クランクイン!ビデオ DMM TV FOD Hulu J:COM STREAM Lemino milplus Amazon Prime Video Rakuten TV TELASA ビデオマーケット Tver TBS FREE |

### BD
| 巻 | 発売日         | 収録話         | 規格品番   |
| -- | -------------- | -------------- | ---------- |
| 1  | 2024年09月18日 | 第1話 - 第4話  | PCXP-51131 |
| 2  | 2024年10月23日 | 第5話 - 第8話  | PCXP-51132 |
| 3  | 2024年11月20日 | 第9話 - 第12話 | PCXP-51133 |

### WEBラジオ
2024年7月10日より9月25日まで超!A&G+にて「女神ヴィシスの「ハズレ枠」おしゃべり廃棄遺跡」の配信を行っていた。担当はヴィシス役の小清水亜美。時間は水曜19時30分 - 20時。配信内容は月2回更新。ぽにきゃん-Anime PONY CANYON 公式YouTubeチャンネルにもアーカイブ配信された。
| TBSテレビ 金曜 0:59 - 1:29（木曜深夜）   | TBSテレビ 金曜 0:59 - 1:29（木曜深夜）                              | TBSテレビ 金曜 0:59 - 1:29（木曜深夜）                                  |
| 前番組                                   | 番組名                                                              | 次番組                                                                  |
| ---------------------------------------- | ------------------------------------------------------------------- | ----------------------------------------------------------------------- |
| 五等分の花嫁∬（再放送） ※0:59 - 1:28     | ハズレ枠の【状態異常スキル】で最強になった 俺がすべてを蹂躙するまで | ダンスdeコレオ 〜D.LEAGUE 振り付けバトル〜 ※バラエティ番組、0:59 - 1:28 |
| TBSテレビ 木曜深夜のローカルアニメ枠前半 |                                                                     |                                                                         |
| 五等分の花嫁∬（再放送）                  | ハズレ枠の【状態異常スキル】で最強になった 俺がすべてを蹂躙するまで | さようなら竜生、こんにちは人生 ※1:28 - 1:58                             |